# بگا، نیو ساوت ولز
بگا (به انگلیسی: Bega) یک شهرک در استرالیا است که در بگا ولی شایر واقع شده‌است.